# Jacques-Émile Lafon
Jacques-Émile Lafon, oder Émile-Jacques Lafon, geboren als Jacques Lafon (* 26. Januar 1817 in Périgueux; † 19. Februar 1886 in Paris) war ein französischer Maler.

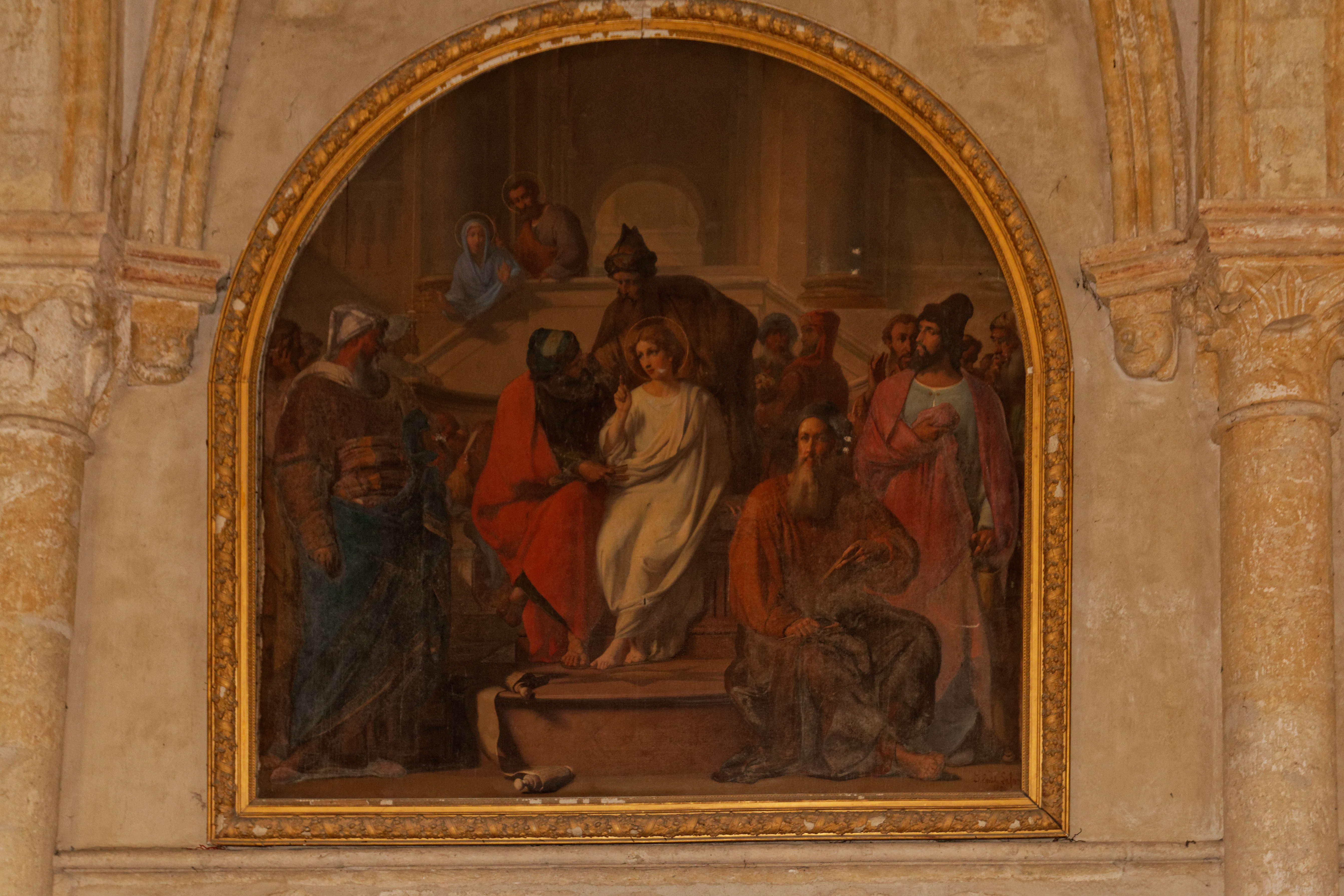
Jesus und die Schriftgelehrten

## Leben
Jacques-Émile Lafon wurde in Périgueux als Sohn von Charles Lafon (des Balans) (1789–1861) und Marie Balan (1794–1870) geboren. Er hatte einen Bruder, Pierre Charles Lafon (1815–1875), dessen Tochter Jeanne Marie Éva Lafon (1841–1871) den berühmten Gemäldehändler Paul Durand-Ruel heiratete.
Er wurde Schüler von Antoine-Jean Gros, einem Schüler von David, und nach dessen Selbstmord von Paul Delaroche, der selbst Schüler von Gros an der École nationale supérieure des beaux-arts de Paris war.
1841 heiratete er Marie-Antoinette Choiselat-Gallien, die Tochter des angesehenen Goldschmieds Louis-Isidore Choiselat und Schwägerin des Fotografen und Ingenieurs Stanislas Ratel. Sie hatten sechs Kinder, darunter vier Söhne. Zwei davon wurden Mönche. Das vierte Kind, François Lafon (1846–1913), wurde Maler und hat einen Sohn, der ebenfalls Maler wurde.
Als guter Freund von Louis Veuillot unterstützte dieser ihn stets in seiner Karriere.
Die Stadt Périgueux benannte zu seinen Ehren eine ihrer Straßen nach ihm.

## Karriere
Jacques-Émile Lafon wurde für seine religiöse Malerei geschätzt und erhielt zahlreiche offizielle Aufträge.
Im Jahr 1841 stellte er im Salon aus, wo er eine Goldmedaille für die Kommunion der Jungfrau Maria und Hl. Petrus, der über das Wasser geht gewann. Als Anerkennung für sein Dekor für die Kapelle Saint-François-Xavier in der Kirche Saint-Sulpice in Paris im Jahr 1859 wurde er zum Ritter der Ehrenlegion ernannt.
1850 beauftragte ihn der französische Staat mit einem Wandgemälde für die Kapelle der Jungfrau Maria in der Abteikirche Saint-Pierre de Brantôme.
1868 malte er Die Schlacht von Mentana, das von den französischen Katholiken Papst Pius IX. zum Gedenken an Garibaldis Feldzug gegen den Kirchenstaat, der dank der französischen Waffen vereitelt wurde, geschenkt wurde. Als höchste Ehrung überreichte ihm der Papst bei einem Besuch in seinem Atelier die Insignien des Gregoriusorden, später die Auszeichnung als Kommandeur desselben Ordens und den Titel eines römischen Grafen. Das Gemälde wird in Rom im Quirinalspalast und später im Vatikan aufbewahrt.
Ab 1875 stellte er im Salon Bilder mit allegorischen, mythologischen und religiösen Motiven aus.
Die Signatur des Malers ändert sich je nach Stil der Werke, was seine Identifizierung erschwert und in den Katalogen häufig zu Verwechslungen mit seinem Vornamen führt: „LAFON“, „Jacques Émile Lafon“, „J. EMILE LAFON“, „J.E.L“, „J.E. LAFON“, „J.L.E.“, „J.EMILE L.“ (manchmal auch „EMILE G.“ gelesen) usw.
Zwischen 1999 und 2002 beauftragte die DRAC Aquitanien die Restauratorin Françoise Perret aus Sergeac mit der Restaurierung seines gesamten Kreuzwegs, der zwischen 1849 und 1851 für die Kathedrale Saint-Front in Périgueux gemalt wurde. Der Umfang und die Qualität seines Werks wurden durch diese Arbeit und historischen Recherchen wiederentdeckt.

## In öffentlichen Sammlungen verwahrte Werke
Zahlreiche Gemälde von Jacques-Émile Lafon befinden sich in Kirchen in Frankreich, viele davon sind auf den Listen der historischen Denkmäler verzeichnet.
- 1836, Porträt von Mustapha Ben Ismaïl, Öl auf Leinwand, Paris, Musée de l’Armée
- 1842, Die Jünger von Emmaus, Kopie eines Gemäldes, im Auftrag des französischen Staates für die Kirche von Excideuil.
- 1844, Jesus Christus, der über das Wasser geht und den entgegenkommenden Hl. Petrus zurechtweist, Salon im Jahr 1844, Périgueux, Kirche Saint-
- Von 1849 bis 1851, Kreuzweg, Kathedrale von Périgueux[3].
- 1850, Tod des Erzbischofs von Paris, Monsignore Affre, Auftrag des französischen Staates für eine interpretierte Kopie nach seinem im Salon von 1849 ausgestellten Gemälde, Rodez, Musée des Beaux-Arts Denys-Puech
- 1850, Porträt von Monsignore Affre, Rodez, Musée des Beaux-Arts Denys-Puech
- Wandgemälde für die Kapelle der Jungfrau Maria, Kirche der Benediktinerabtei Saint-Pierre de Brantôme
- 1853, Porträt des Prince-Président, Périgueux, Rathaus
- 1858, Porträt von C.F. Morice De la Rue, Öl auf Leinwand
- 1859, Wandgemälde für die Kapelle Saint-François-Xavier, Paris, Kirche Saint-Sulpice[5]
- 1861, Johannes der Evangelist erteilt der Jungfrau Maria die Kommunion, Öl auf Holz, Périgueux, Museum für Kunst und Archäologie des Périgord
- 1864, Porträt des Erzbischofs Fruchaud, Öl auf Leinwand, Tours, Basilika Saint-Martin
- Wunder des Gründers der Krankenhäuser Saint-Jean-de-Dieu, Kauf durch den französischen Staat, Standort unbekannt
- 1874, Der hl. Johannes von Gott und der verklärte Arme, Standort unbekannt
- 1876, Porträt des Erzbischofs Collet, Öl auf Leinwand, Tours, Basilika Saint-Martin
- Porträt von Napoléon III., Périgueux, Museum für Kunst und Archäologie des Périgord
- Episoden aus dem Leben des heiligen Ignatius von Loyola, Zyklus aus drei Leinwandgemälden, darunter Das Gelübde des heiligen Ignatius und seiner Gefährten in Montmartre, Paris, Notre-Dame de Clignancourt[6]
- Der Musiker, Öl auf Holz. Gekauft von der Stadt Tours im Jahr 1873, Tours, Musée des Beaux-Arts[7]

Werke von Jacques-Émile Lafon
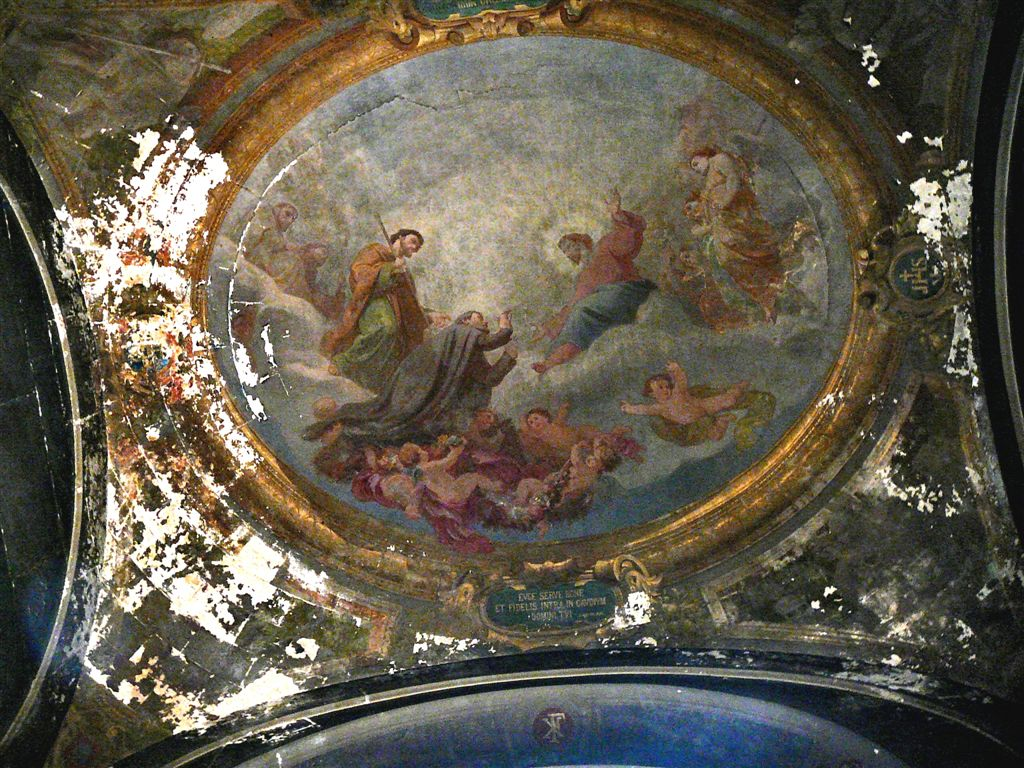
Decke der Kapelle Saint-François-Xavier, Paris, Kirche Saint-Sulpice
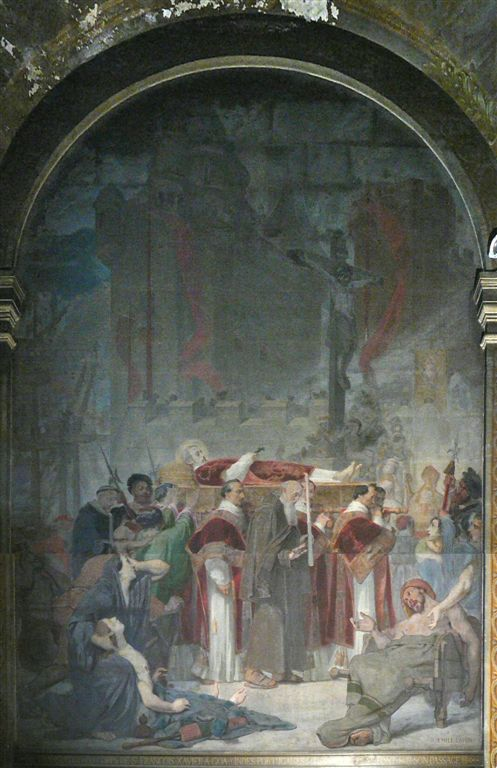
Überführung des Leichnams des Hl. Franz Xaver nach Goa (Portugiesisch-Indien), auf diesem Weg ereigneten sich Wunder (1859), Paris, Kirche Saint-Sulpice
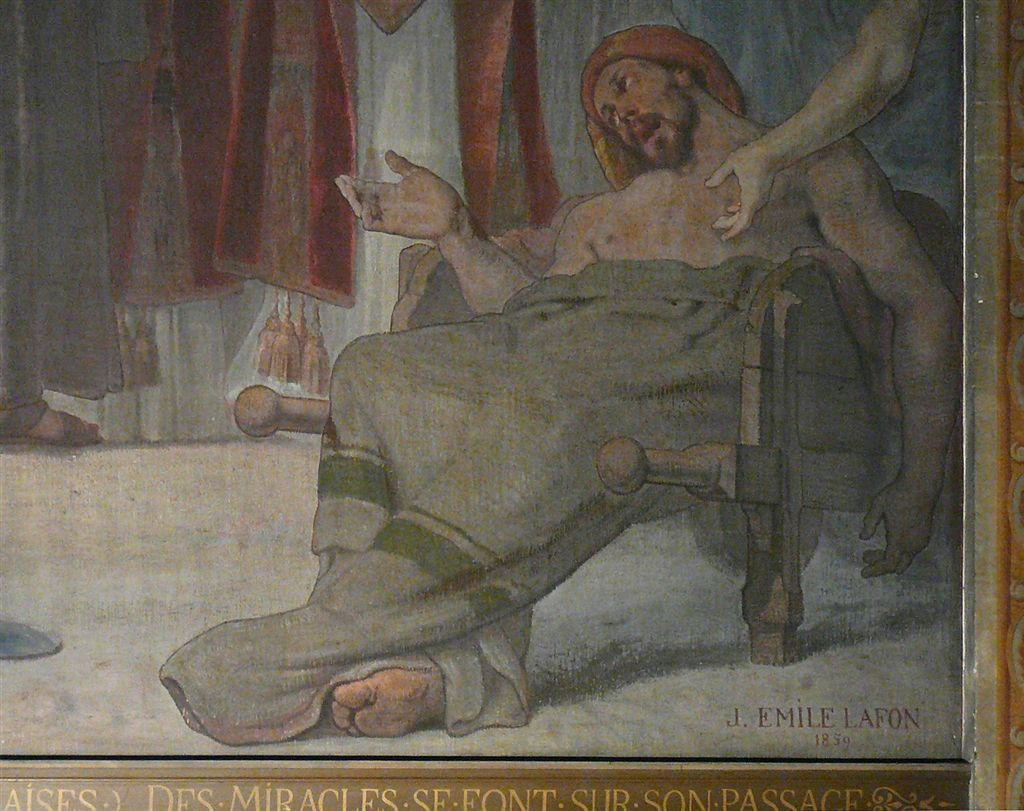
Die Überführung des Hl. Franz Xaver, (1859, Detail), Paris, Kirche Saint-Sulpice, Kapelle des Saint-François-Xavier
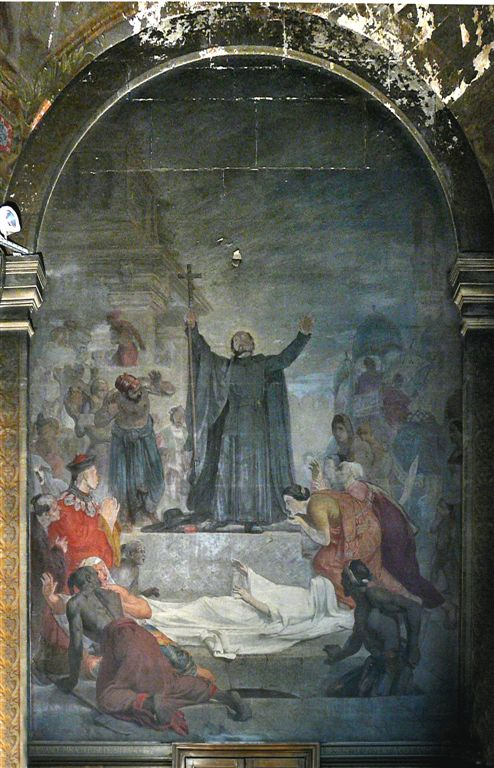
Wundersame Kraft des Heiligen Franz Xaver, er erweckt einen Toten in Coulan, Paris, Kirche Saint-Sulpice.

## Schüler
- François Lafon (geb. 1846), sein viertes Kind, wird nach einer Ausbildung im Atelier von Alexandre Cabanel ebenfalls Maler
- Stanislas Ratel, sein Schwager
- Joseph Bourigaud
- Jean-Gustave Dose

## Ausstellung
- „Lafon“, Wanderausstellung, organisiert vom Museum für Kunst und Archäologie des Périgord, den Archiven des Departements Dordogne und den Freunden der Kathedrale Saint-Front, vom 21. September bis 28. Oktober 2002.